# Janusz Błaszczyk (polityk)
Janusz Wawrzyniec Błaszczyk (ur. 10 sierpnia 1943 w Częstochowie) – polski polityk, inżynier, poseł na Sejm X kadencji.

## Życiorys
W 1968 ukończył studia na Politechnice Śląskiej z tytułem zawodowym inżyniera budownictwa lądowego. Pracował w przedsiębiorstwach i kombinatach budowlanych w Myszkowie, Częstochowie i Zawierciu. W 1983 został prezesem Spółdzielni Mieszkaniowej „Metalurg” w Częstochowie.
W 1968 wstąpił do Stronnictwa Demokratycznego, pełnił funkcję prezesa koła SD w Poraju. W latach 1989–1991 z ramienia SD sprawował mandat posła na Sejm kontraktowy z okręgu częstochowskiego, w wyborach uzyskał poparcie ze strony „Solidarności”. W trakcie kadencji był zastępcą przewodniczącego Komisji Systemu Gospodarczego, Przemysłu i Budownictwa, Komisji Systemu Gospodarczego i Polityki Przemysłowej i Komisji Nadzwyczajnej do rozpatrzenia projektów ustaw dotyczących spółdzielczości.
Po zakończeniu kadencji zajął się pracą w sektorze prywatnym, m.in. jako likwidator spółek prawa handlowego. Pozostał członkiem SD, przez kilkanaście lat zasiadał we władzach krajowych tej partii. Bez powodzenia ubiegał się o mandat poselski z ramienia Unii Wolności w wyborach w 1997. Sprawował od 2002 do 2010 mandat radnego rady gminy Poraj (w kadencji 2002–2006 był jej przewodniczącym; wybrany został wówczas z listy SLD-UP, a o reelekcję ubiegał się z lokalnego komitetu – objął zwolniony mandat). W 2010 bezskutecznie kandydował do rady powiatu myszkowskiego z listy Polskiego Stronnictwa Ludowego, a w 2014 ponownie do rady gminy z ramienia lokalnego komitetu.
W 1985 odznaczony Srebrnym Krzyżem Zasługi.